# Ammoniumacetat
Ammoniumacetat, CH3COONH4, ist das Ammoniumsalz der Essigsäure. Es bildet farblose, schwach nach Essigsäure riechende Kristalle, die sich sehr gut in Wasser und gut in Ethanol lösen. Im festen Zustand bildet es eine hygroskopische Masse, die in Lösung neutral reagiert.

## Geschichte
Die wässrige Lösung wurde als essigsaurer Ammoniak oder Spiritus Mindereri bereits 1620 vom deutschen Militärarzt in Augsburg Raymund Minderer als Arzneimittel beschrieben. Nach Ernst Friedrich Anthon wurde es 1833 als acetas ammoniae bzw. wegen seiner hygroskopischen Eigenschaften als sal ammoniacus liquidus bezeichnet.

## Synthese
Ammoniumacetat lässt sich durch Umsetzung von Ammoniumcarbonat oder Ammoniak mit Eisessig gewinnen.
{\displaystyle \mathrm {2\ CH_{3}COOH+(NH_{4})_{2}CO_{3}\longrightarrow 2\ NH_{4}(CH_{3}COO)+\ H_{2}O+\ CO_{2}\uparrow } }
{\displaystyle \mathrm {CH_{3}COOH+NH_{3}\longrightarrow NH_{4}(CH_{3}COO)} }

## Verwendung
Verwendung findet das Ammoniumacetat in der Färberei, bei der Fleischkonservierung und in der biochemischen Laborarbeit. Im Labor wird es zur Herstellung von Pufferlösungen zur Stabilisierung des pH-Werts verwendet. Die Dissoziationskonstanten von Ammoniak und Essigsäure in Wasser sind nahezu identisch; Lösungen von Ammoniumacetat haben deshalb relativ unabhängig von der Konzentration einen pH-Wert von 7,0. In der Mikroskopie wird es in Mischung mit Gummi arabicum als Einschlussmittel zur Herstellung von Dauerpräparaten eingesetzt.
In der Gentechnik wird die DNA manchmal mit Hilfe von Ammoniumacetat ausgefällt. Im Gegensatz zu Natriumacetat werden so keine Oligonukleotide und keine freien dNTPs mitgefällt, so dass auf diese Art gefällte DNA für die Transfektion von Säugerzellen besser geeignet ist. Sie ist allerdings nicht geeignet, wenn später Kinasen verwendet werden sollen.

## Reaktionen
Beim Erhitzen zerfällt Ammoniumacetat unter Wasserabspaltung zu Acetamid.
{\displaystyle \mathrm {CH_{3}COONH_{4}\ {\xrightarrow[{}]{\Delta T}}\ CH_{3}{-}CO{-}NH_{2}+H_{2}O} }
In der organischen Synthese wird die Verbindung als Reagenz zur Einführung von Stickstoff in organische Moleküle verwendet. Die Umsetzung mit Alkoholen ergibt tertiäre Amine.
{\displaystyle \mathrm {CH_{3}COONH_{4}+RCH_{2}OH\ {\xrightarrow[{}]{Ir-Katalysator}}\ N(CH_{2}R)_{3}} }
Eine Eintopfreaktion mit substituierten Benzoinen, 1,3-Dicarbonylverbindungen und Ammoniumacetat führt ohne Lösungsmittel und Katalysator zu tetrasubstituierten Pyrrolen.
Als Variante der Hantzschschen Dihydropyridinsynthese können durch die Umsetzung von β-Ketocarbonsäureestern, Aldehyden und Ammoniumacetat substituierte 1,4-Dihydropyridine erhalten werden.